# Бульботомия
Бульботомия (лат. bulbus — луковица, bulbus medullae spinalis — продолговатый мозг + др.-греч. τομή — разрез, рассечение) — хирургическая операция перерезки (пересечения) проводящих (экстрапирамидных) путей продолговатого мозга при гиперкинезах.
Исследователи, разработавшие данную операцию, — Н. Бурденко, Б. Клосовский, 1936.
В целях экспериментального исследования операции проводились на собаках с перерезкой проводящих путей и разрушением ядерных образований ствола мозга (зрительных бугров или хвостатых тел, поражение которых наблюдается у людей при паркинсонизме, атетозе и хорее). Перерезка над оливами центрального пучка покрышки и частью атрофированного рубро-спинального пучка в продолговатом мозге дала уменьшение гиперкинезов, ригидности, свободное пользование конечностями, улучшение речи.
Согласно приказу Минздрава РФ от 10.04.01 № 113 операции бульботомия присвоен код 16.24.012.